# Nieuw Vlaanderen (1934-1944)
Nieuw Vlaanderen was de titel van een Vlaams tijdschrift.
Het weekblad, uitgegeven door uitgeverij "J. Van Mierlo - Proost" werd wekelijks uitgegeven. Tot de redactie en medewerkers van het blad behoorden Gaston Eyskens, Lodewijk Scharpé, Hendrik Borginon, Felix Timmermans, Ernest Claes, Stijn Streuvels, Theo De Ronde, Joos Florquin, Max Wildiers, Filip De Pillecyn, Frans Daels, Leo Delwaide en Jef van de Wiele.
De stichters van het weekblad in 1934 waren leden van de Vlaamse Klub, een groep professoren van de Katholieke Universiteit in Leuven. Het blad evolueerde van een blad met culturele bijdragen naar meer en meer politieke standpunten. Met het blad streefde de redactie naar "de volstrekte in haar consequentie doorgevoerde eentaligheid in Vlaanderen" maar ook dit standpunt werd radicaler. Op 17 augustus 1935 nam men in het blad een standpunt in voor federalisme met Brussel als onderdeel van Vlaanderen. Nieuw Vlaanderen had aanhang bij de katholieke intellectuelen die noch bij de Katholieke Partij met haar gewraakte taalwettenpolitiek, noch bij het anti-belgicisme van het toen nieuwe Vlaamsch Nationaal Verbond aansluiting konden vinden. Het federalisme werd gezien als het platform voor de Vlaamsche Concentratie. Dit vertaalde zich op 19 juli 1936 in Leuven met een Congres der Vlaamsche Concentratie, in organisatie van de initiatiefnemers van Nieuw Vlaanderen, de Katholieke Vlaamsche Landsbond (KVL) en het pas opgerichte Katholiek Vlaamsch Ood-Hoogstudentenverbond (KVOHV). De verslagen van het congres werden ook in Nieuw Vlaanderen gepubliceerd. In 1937 werd Nieuw Vlaanderen ook de spreekbuis van het KVOHV.
Het blad positioneerde de Vlaamsche Concentratie tegenover het communisme dat succesvol in opmars was in Spanje en Frankrijk. Zo stond het blad bijvoorbeeld positief tegenover het akkoord dat tussen het VNV en Rex in oktober 1936 werd afgesloten en waarin beide partijen ijveren voor een gefederaliseerd België onder de troon van Leopold III. Ook het Beginselakkoord dat de Katholieke Vlaamse Volkspartij (KVV) van Alfons Verbist met de gematigde vleugel van het VNV afsloot op 8 december 1936 werd goedgekeurd als een samenwerking van Vlaamsgezinde, katholieke krachten tegen het Volksfront en tegen het anticommunisme.
Vanaf maart 1937 steeg de inbreng van redactieleden met een VNV-profiel, met kritiek op de parlementaire democratie. Tijdens de Duitse bezetting in de Tweede Wereldoorlog gaf het blad meermaals toe aan de bezetter. Een aantal redactieleden haakten hierdoor af. In de loop van 1941 werd gekozen politiek te weren en het blad terug een cultureel accent te geven, waarbij weliswaar de Duitsers hun invloed bleven laten gelden. Na de bevrijding in 1944 werd de publicatie gestopt.